# Karim Findi
Karim Findi (àrab: عبدالكريم فندي)  (Duhok, 22 de febrer de 1946) és un autor i escriptor kurd.
El 1974 es va graduar al Departament d'Anglès a la Universitat de Mossul.
Ha publicat més de 20 llibres sobre nombrosos temes, entre ells (política, geografia, llengua, literatura i història) en diferents idiomes com l'anglès, el kurd o l'àrab.
Va ser un dels fundadors del Sindicat de Periodistes del Kurdistan.
El 1997 va ser redactor en cap de la revista KARWAN, que va ser publicada pel Ministeri de Cultura, KRG.
Va ser secretari de la revista KARWANI AKADIMI / Karwan Academic publicada pel Ministeri de Cultura, KRG.
Va exercir com a redactor en cap de la revista DICLE / Dijla, que va ser la primera revista en llengua kurda en alfabet romà (llatí) emesa pel Ministeri de Cultura, KRG.

## Llibres publicats
- Una col·lecció de poemes de Bakir bag Al-Arizee, recollits i analitzats, 1982, (en llengua kurda).
- Mairo, transliterat de lletres llatines (kurd) a lletres àrabs (kurd), 1985, (en llengua kurda).
- Gulchin, transliterat d'Akleerky litters (kurd) a lletres àrabs (kurd), 1988, (en llengua kurda).
- Capítols de la revolució Eylul al Kurdistan - Iraq escrit, 1995 (en àrab).
- Guia de la governació de Duhok, 1997. (en àrab i anglès).
- Tribus kurdes a la part nord de l'estat de Mossel, 1996. traduït de l'anglès al kurd. (en llengua kurda).
- Khani Festival, preparat, 1996, (en llengua kurda).
- Amedi en diferents èpoques, crítiques i anàlisis, 1997, (en llengua àrab).
- (P.D.K) Durant l'absència de Barzani (1946-1958), 1998, (en llengua kurda).
- El Jubileu d'Or de Peshmarge. 1999. Transliterat del dialecte del sud al nord (Kirmanji) i de lletres àrabs a lletres llatines (en llengua kurda).
- Barzani never gives up, 2001. transliterat de les lletres àrabs del Kirmanji del sud a les lletres llatines del Kirmanji del Nord. (en llengua kurda).
- El castell de Badinan i alguns dels seus llocs històrics, 2012, (en àrab).
- Llengua kurda a la regió de Badinan, 2012, (en àrab i llengua kurda).